# Parigi-Roubaix 1905
La Parigi-Roubaix 1905, decima edizione della corsa, fu disputata il 23 aprile 1905, per un percorso totale di 268 km. Fu vinta dal francese Louis Trousselier giunto al traguardo con il tempo di 8h04'15" alla media di 33,206 km/h davanti ai connazionali René Pottier e Henri Cornet.
Presero il via da Chatou 63 ciclisti, 26 di essi tagliarono il traguardo di Roubaix (furono 22 francesi, 2 belgi e 2 olandesi).

## Ordine d'arrivo (Top 10)
| Pos. | Corridore             | Squadra   | Tempo      |
| ---- | --------------------- | --------- | ---------- |
| 1    | Louis Trousselier     | Peugeot   | 8h04'15"   |
| 2    | René Pottier          | Peugeot   | a 7'00"    |
| 3    | Henri Cornet          | -         | a 16'00"   |
| 4    | Hippolyte Aucouturier | Peugeot   | a 23'00"   |
| 5    | Édouard Wattelier     | Cycles JC | a 48'00"   |
| 6    | Claude Chapperon      | -         | a 57'00"   |
| 7    | Aloïs Catteau         | -         | a 1h06'00" |
| 8    | Paul Chauvet          | -         | a 1h12'00" |
| 9    | Lazare Brault         | -         | a 1h20'00" |
| 10   | Louis Colsaet         | -         | a 1h20'01" |